# Billboard Japan Hot 100
Billboard Japan Hot 100（ビルボード・ジャパン・ホット・ワンハンドレッド、ビルボード・ジャパン・ホット・ひゃく）は、Billboard JAPANによって発表される日本の音楽チャート。
アメリカにおけるヒットチャートの代名詞であるBillboard Hot 100の日本版にあたる。複数の指標データを基に、人気の上位100曲の順位を決定して週単位で発表している。

## チャート構成
楽曲単位でなく、シングル単位の売上高ベースでランキングを作成するオリコンランキングとは異なり、社会における楽曲の流行を可視化するため、多様な音楽の視聴スタイルを反映した複合チャートが特徴である。Billboard JAPANチャートは楽曲の「所有」と「接触」というコンセプトの元で作成されており、「社会への浸透度を計る」ことをチャートの理念として掲げている。
2023年3月現在のHot 100チャート構成要素は次の6つである：
- CDセールス (Billboard Japan Top Singles Sales) - サウンドスキャンジャパンが提供する、リアルストア（実店舗）・コンビニ・Eコマース（電子商取引）全ての販売チャンネルの9割以上をカバーするパッケージ実売データを元にした、タイトル単位（初回盤等複数のバージョンがある場合はすべてを合算）の日本国内の推定売上枚数
  - オリコンでは販売促進イベントへの対抗策として、複数買いのCDについて1人あたり3枚を上限とする集計方法が行われているが[9][10]、Billboard Japanではルックアップのデータによって握手券商法の影響を取り除いた順位がわかるという理由で、CDの実売はそのままカウントしている[10]（2019年現在）。そのため販促イベントを行なっているアーティスト（主に女性アイドルやK-POP系）はオリコンにおいてビルボードより売り上げ枚数が数万枚から15万枚ほど少ない傾向にあり、時には20万枚以上少ないケースもある[11]。
  - 上記のとおり、Billboard Japanでは販促イベントに関係なく実売枚数を公表しているが、当チャートへは一定枚数を超えると係数処理を施して反映させている（チャートの比重と傾向で後述）。これは特典商法や複数種商法の常態化により実際の人気と剥離してしまうためである。
- ラジオ・エアプレイ - プランテックが提供する、日本全国31局のAM・FMラジオ局における楽曲のオンエア回数に、各ラジオ局の聴取可能人数と平均聴取率を加味したもの
- デジタル・ダウンロード（Billboard Japan Download Songs） - GfK/NIQ Japanが提供する、日本国内主要音楽ダウンロードサイト（iTunes・Amazon・mora・mu-mo・レコチョク）での販売実績と、Luminateが提供するその他音楽レーベルのiTunesでの販売実績による推計値（GfK/NIQ Japan集計分かiTunesによる推計値のいずれかが反映される）
  - 2020年3月16日付チャートより、デジタルのみでリリースされたシングルのうち、バンドル（作品をまとめて購入）についてはCDシングルと同様と見なし、表題曲やリード曲についてのみ単曲ダウンロード数を算出する。
  - 売上が市場全体の平均バランスから大きく乖離した楽曲に対し個別に係数を設定する場合がある。
- ストリーミング（Billboard Japan Streaming Songs） - GfK/NIQ Japanが提供する、日本国内の主要なオンデマンド型音楽聴き放題サービス（Amazon Music（Unlimitedおよびプライム会員向け音楽ストリーミング）・Apple Music・AWA・auスマートパスプレミアムミュージック・KKBOX・LINE MUSIC・Rakuten Music・TOWER RECORDS MUSIC・Spotify）での再生回数と、プレイリスト型ストリーミングサービス（dヒッツ）での再生数、Luminateが提供するYouTube Musicでの再生回数を合算。
  - オンデマンド型とプレイリスト型、YouTube Musicでは再生数に対する係数が異なる。また一部サービスにおけるデータに対し、無料ユーザーと有料アカウントに分けて集計し、それぞれに対し別の係数を用いポイント化しており、その合計ポイントで順位付けされているため、再生数と順位が異なる場合がある。
  - 2022年4月20日以降に発表するチャートでは、一部サービスについて実再生回数ではなく市場シェアを鑑みた計算係数を採用、これによる楽曲の総再生回数を算出している。また同年5月11日以降に発表するチャートでは、再生回数が市場全体の平均バランスから大きく乖離した楽曲に対しHot 100で得られるポイントに対し個別に係数を設定する場合があり、ストリーミングの順位とHot 100に反映されるポイントの順位が異なる場合がある。これはLINE MUSIC等で施行されている、一定期間中にユーザーが規定の再生回数に達した際に特典を得られる、もしくは特典への応募が出来るキャンペーンでの、特定の業者に限定して突出した再生回数を記録している楽曲に対する抑制措置とみられている。
  - 2025年6月4日以降に発表するチャートでは、Hot 100に52週間チャートインした曲に対しストリーミングのポイントを割合減算するリカレント・ルールが導入された。[12]
- 動画再生 - Luminateが提供する日本国内におけるYouTubeでの音楽動画再生回数。
  - 2023年3月15日発表分までは、株式会社GYAOが提供するGYAO!での音楽動画再生回数も集計指標として用い、YouTubeの再生回数と合算していた。
  - ストリーミングと動画再生については、一部サービスのデータを有料再生分と無料再生分で分け、それぞれ異なる係数を乗じた数値を算出している（有料会員による再生が高く設定されている）。
  - ミュージック・ビデオはもちろんのこと、別バージョンやダンスパフォーマンス動画、THE FIRST TAKE等、アーティストによる音楽動画はすべて集計対象になっている。
  - 2020年11月末まで、動画再生指標には二次創作としてのUGC（ユーザー生成コンテンツ）も含まれていたが、2020年12月以降はISRC（国際標準レコーディングコード）が附番された音楽動画のみが集計対象となり、UGCの再生数は新設チャート「Top User Generated Songs」に分離された[13]。
- カラオケ - エクシングの「JOYSOUND」及び第一興商の「DAM」で歌われた歌唱データを元に独自ポイントを付与したデータ

上記各指標の週間300位以内をポイント化し集計された複合チャートであるHot 100は、Billboard Japanの公式サイトで毎週水曜日の14時 (JST) 前後に更新され、米国Billboard公式サイトでは毎週木曜日に発表される。
2013年12月から2022年11月までは以下の2つの指標も用いられた。
- Twitter - SNS・ネット上での楽曲動向をフォローする指標。NTTデータが提供する、アーティスト名と楽曲名のツイート回数の集計
- ルックアップ - CDレンタルや個人間のCD貸し借りをフォローする指標。GracenoteによるCDDBの楽曲情報にアクセスし、パソコン上に実際にCDが読み込まれた回数の集計

## 歴史
「Billboard Japan Hot 100」チャートは2008年2月に正式にローンチされた。ローンチ後から2010年11月までのBillboard JAPANのHot 100の算出方法は、
- セールス - サウンドスキャンジャパン[注釈 2] が提供する、タイトル単位（初回盤等複数のバージョンがある場合はすべてを合算）の推定売上枚数
- エアプレイ - 株式会社プランテックが提供する、全国33局のAM・FMラジオ局における楽曲の放送回数にエリア別の人口と平均聴取率を加味したもの

この2つを元にしていた。本家アメリカのBillboard Hot 100とは違い、デジタル・ダウンロードは集計対象外であった。
チャートでHotを名乗るには複合指標でなければいけないという米ビルボードのルールがあったため、当初は着うた（デジタル・ダウンロード）とCDセールスの複合チャートを考えていた。しかし、利権者の許諾がなければプロバイダからデータの提供を受けられないという日本国内のルール（当時）があり、どこのレコード会社も許諾しなかったという。このためCDセールスとラジオでの放送回数の2指標でローンチされることとなった。
正式に提供を開始した2008年2月28日に発表された同年3月3日付のHot 100チャートでは、シングル発売されていないトリスタン・プリティマン「マッドリー」が6位、ラジオで人気の高い西野カナ「I」がオリコンでは圏外ながら10位にランクインされるなど、CD売上で順位を決めるオリコンシングルチャートとは異なる顔ぶれとなった。
2010年12月6日付から算出方法が変更され、CDセールスにおけるECサイトでの推定売上枚数とiTunes Store Japanでのデジタル・ダウンロードの売上件数が集計対象に追加された。これにより算出割合が、従来はエアプレイ：セールス＝約70 : 30だったのが、改訂後はエアプレイ：セールス：iTunes＝約69 : 21（リアルストア：Eコマース＝約76 : 24）: 10となる。Billboard JAPANのCEOを務める北口正人によれば、米ビルボードがアップル社から取得した全世界のiTunes Storeの売上のうち、日本での売上分を切り分けて取得できるようになったことで「オリコンに対して優位な戦略を立てられるようになった」という。
2013年12月9日付からは、この3つに加えNTTデータが提供するTwitterでの楽曲名、アーティスト名の両方を含むツイート回数と、GracenoteによるCDDBの情報提供 (Look Up) 回数の2つのデータを加味したチャートとなった。これにより、前者はソーシャルメディアにおける個人から発信される情報を反映でき、後者はパッケージ販売・利用が依然多い日本において、楽曲情報の提供回数からレンタルの利用や個人間での貸し借りなど、セル以外による日本特有のパッケージ利用動向を補完できるとしている。
2015年6月8日付からはさらに、ニールセンによる国際標準レコーディングコード (ISRC) が登録されたYouTubeにアップロードされている動画の国内における再生回数と、シンクパワーが運営する歌詞表示サービス「プチリリ」による歌詞表示回数を加味する。これにより前者はオフィシャル動画やオリジナル音源を含んだユーザーによる動画を合わせたYouTube上での動画による音楽の接触度合いが反映され、後者はSpotifyなどのストリーミングサービスで利用される楽曲の再生に合わせてリアルタイムで歌詞が追跡表示される仕組みを活用し、そこから歌詞の表示回数によって今後のマーケット拡大が見込まれているストリーミングの数を推定した形で集計される。Hot 100とアニメソング総合、アルバム総合の3チャートにおいては、複数のデータの関連性を調べることができるチャート解析サービスCHART insightも開始される。
2016年1月よりGYAO!の日本国内における楽曲動画再生回数がHot 100の構成要素としてチャートに組み込まれることが発表された。更に2016年2月10日からは、ビルボード・ジャパンのパートナーにGfKジャパンが加わったことが発表された。これにより、これまでダウンロードはiTunesのみの集計であったものが同日以降は「シェア8割以上を占める全国の主要音楽ダウンロードサイト（iTunes、mora、mu-mo、レコチョク他）の販売実績」がフォローされると案内されている。
Billboard JAPANは、2016年12月7日公表の2016年12月12日付のチャートよりチャート・リニューアルを発表。新たに日本国内の定額制音楽配信サービスApple Music、AWA、LINE MUSICのストリーミング実回数が、GfKジャパンの集計の元、Hot 100チャートに組み込まれることが発表された。あわせて、Hot 100の総合チャートポイントを可視化し、同週より一般ユーザーがBillboard JAPAN公式サイト上で確認できるようになることも発表されている。さらに2017年2月13日付チャートからはGoogle Play Musicでのダウンロード購入とストリーミング再生のそれぞれの数値、2017年4月17日付チャートからはKKBOXでのストリーミング再生数 も加算されるようになった。その後対象となるストリーミングサービスには随時変更が行われており、2019年11月18日付チャートからはSpotifyでの再生回数も算出対象となった。一方でストリーミングサービスのチャートを補完する意味で使われてきたシンクパワーによる歌詞表示数は用いられなくなったが、2020年度からのチャートではシンクパワー提供の情報を元に作詞家・作曲家の情報が付加されることになる。
2018年12月5日からは、JOYSOUNDとDAMでのカラオケ歌唱回数を元にした独自のランキングデータも加算対象となる。カラオケで音楽に触れる機会が増え、「カラオケで歌いたいから」とCDやダウンロード配信での楽曲購入も増えており、そうした「接触」と「所有」のサイクルを反映できるほか、世代を超えて歌い継がれる楽曲やVOCALOID関連楽曲などより広範な音楽嗜好をカバーできるとしている。
2021年3月24日発表の2021年3月29日付のチャートまでは、公式なチャートの日付は「発表日の翌週月曜日」だったが、同チャートの翌週からは「発表日の当日」に変更され、表記も「○月○日付」から「○月○日公開」に変更されている。
2022年12月7日発表以降から、ルックアップ指標とTwitter指標の集計が廃止。ルックアップについては、データ提供元であるGracenoteの事情によりデータ集計が不可能となるため、Twitterについてはラジオ以外でのメディア露出効果を図るのが目的であったが、他指標で十分に効果が測れるようになったためとしている。後にTwitterについては推し活の対象曲が非常に増えたことで、それ以外の楽曲が集計対象から漏れてしまうためだと明らかにした。なお、Japan Hot 100開始以降、チャートを構成する指標が除外されるのは、これが初めてとなる。
2025年6月4日発表以降から、新たにリカレントルールが導入された。通算52週チャートインした楽曲のストリーミングポイントを一定の割合で減算するとしている。米ビルボードでは一定週数チャートインした曲に対し、規定の順位以内に入らないとチャートから除外される形で以前から導入されていたが、ビルボードジャパンではストリーミングのポイントに対してのみの形で導入されることとなった。

## チャートの比重と傾向
Billboard Japan Hot 100チャートは、CDやダウンロードにおける曲の「所有」、ストリーミングや動画再生、ラジオ、ツイート等からなる曲への「接触」という2つの観点を複合し発表されている。チャートの比重は「所有」が高く設定されてきたが、音楽の視聴環境の変化に合わせ定期的なチャートポリシーの変更が行われる。
音楽ジャーナリストの柴那典は、リアルサウンドの中村拓海の「ダウンロードやストリーミングを中心としたレコチョク・ビルボードのランキングと、CDを中心としたオリコンのランキングでは、大幅にラインナップが異なる」という意見に対して、「CDのセールスランキングって、毎週のように1位が変わるんですよ。僕らはそれが当たり前であると約20年間思ってきましたが、それはCDだからであって、曲の人気ランキングが毎週変わるという現状がそもそもおかしいと再認識すべきなのかもしれない」とコメントしている。
2017年9月11日付のHot 100チャートのルックアップ（＝PCによるCD読み取り回数）部門では、週間CDセールス4万9千枚を記録したPerfume「If you wanna」が、週間で100万枚以上CDを売り上げているAKB48「#好きなんだ」や、同じ週に2位のCDセールスを記録したBTOB「Brand new days」を上回った（「Brand new days」はルックアップ部門圏外）。音楽ライターの荻原梓は、「CDプレーヤーに直接入れて聴かれているのでは？という指摘は一応成立する」としつつ、「実際にはほとんど聴かれていないCDが購入されている現状なのにも関わらず、音楽の『所有』を示す数値に重きが置かれているのは、いささかもどかしい気分ではないだろうか」とコメントしている。
2017年度以降は、特定の週だけ爆発的なCDセールスを記録するなど、指標に平均値から大きな乖離が発生した場合、独自の係数を掛けて合算する仕様に改められた。これは、AKB商法と呼ばれるアイドルグループなどが初週限定で集中的にCDを販売することにより、チャートが本来のヒットの実感から離れてしまうことに対するチャートポリシーの変更であった。2021年度下半期開始時点、2022年度開始時点にもCDセールスとデジタル・セールスのバランスを安定させるため、係数が改訂されている。これにより、ストリーミングを含むデジタル・セールスの重要性が以前に比べ高まっている。
一度火が付いた楽曲がロングヒットする傾向は、ストリーミングが視聴環境の主流になるにつれて顕著になっている。2021年上半期の総合チャートは、上位10曲中9曲が2020年以前にリリースされた楽曲であった。音楽ライターの荻原梓は、「本来、人は短スパンでよく聴く作品を変えることは少ない。（中略）“大衆”レベルでは月単位、あるいは年単位でトレンドが移り変わっていく」とし、「世の中がコロナ禍により巣ごもり消費にシフトする昨今、多くの人々がデジタル域に参入したことも作用し、（中略）ネット発のバイラルヒット作品がこうした何カ月も続くヒットを生んでいる」とコメントしている。

## メディアにおける扱い
2019年現在、日本レコード協会の正会員レコード会社のほとんどがマーケティングデータを購入しており、複数のテレビ番組・ラジオ番組・新聞・雑誌においてBillboard Japanのチャート（またはそれをベースとしたランキング）が紹介されている。またBillboard Japanが提供するデータは、音楽番組出演者の人選や音楽賞（アワード）などにも活用されている。
テレビ番組では、2020年12月現在、『ZIP!』、『めざましテレビ』、『はやドキ!』などのテレビの朝の情報番組がHot 100を「ビルボードランキング」「ビルボード音楽ランキング」といった名称のもと、チャートソースとして番組内のランキングコーナーなどで発表している。また『COUNT DOWN TV』では、2017年4月9日放送分よりオリコンチャートに代わって同番組のオリジナルランキングのベースに採用された。SPACE SHOWER TVはJapan Hot 100をベースとしたランキング番組「Billboard Japan COUNTDOWN」を放送している。『ミュージックステーション』では、Hot 100の上半期ランキングが特集されることがある（2021年6月18日・2022年5月27日放送）。特に2022年の放送では公式発表より一足早く紹介された（但し、ビルボード発表のものより集計期間が1週分少ない）。
新聞では、共同通信社が43地方紙にHot 100のチャートを配信している。『神戸新聞』は2016年1月15日より金曜夕刊のエンタメ欄に掲載する日本のシングルチャートをオリコン調べの「CDシングルチャート」から「Billboard Japan Hot 100」へ変更している。『毎日新聞』は2017年3月28日より紙面に掲載する音楽チャートをオリコン調べの「CDシングルチャート」から「Billboard Japan Hot 100」へ変更している。『スポーツ報知』にもHot 100のチャートが「Billboard Japanトップ20」というコーナー名称で掲載されている。
ラジオ番組では、『HITS ONE powered by Billboard JAPAN』がi-dio (TS ONE) で、『HITS ONE PREMIUM powered by Billboard JAPAN』がTOKYO FMおよびJFN系で放送されていたほか、『Billboard JAPAN HOT100 COUNTDOWN』が2017年10月から2019年9月28日までニッポン放送で放送されていた。また、2017年4月から放送のbayfm『KEIYOGINKO POWER COUNTDOWN REAL』では、オリコンシングルチャートとHot 100の2つのチャートを併用する形式を取っている。J-WAVE『TOKIO HOT 100』では、2022年4月3日の放送からHot 100のデータのうちCD売上・ダウンロード・ストリーミング・Twitter・動画再生回数の5つの指標と、従前からのJ-WAVEでのオンエア回数を合算したものに変更された。

## 首位獲得作品

### 週間
- 2008年
- 2009年
- 2010年
- 2011年
- 2012年
- 2013年
- 2014年
- 2015年
- 2016年
- 2017年
- 2018年
- 2019年
- 2020年
- 2021年
- 2022年
- 2023年
- 2024年
- 2025年

### 年間
| 年度   | 曲                         | アーティスト                            |
| ------ | -------------------------- | --------------------------------------- |
| 2008年 | キセキ                     | GReeeeN                                 |
| 2009年 | イチブトゼンブ             | B'z                                     |
| 2010年 | Troublemaker               | 嵐                                      |
| 2011年 | Everyday、カチューシャ     | AKB48                                   |
| 2012年 | 真夏のSounds good !        | AKB48                                   |
| 2013年 | 恋するフォーチュンクッキー | AKB48                                   |
| 2014年 | GUTS !                     | 嵐                                      |
| 2015年 | R.Y.U.S.E.I.               | 三代目 J Soul Brothers from EXILE TRIBE |
| 2016年 | 翼はいらない               | AKB48                                   |
| 2017年 | 恋                         | 星野源                                  |
| 2018年 | Lemon                      | 米津玄師                                |
| 2019年 | Lemon                      | 米津玄師                                |
| 2020年 | 夜に駆ける                 | YOASOBI                                 |
| 2021年 | ドライフラワー             | 優里                                    |
| 2022年 | 残響散歌                   | Aimer                                   |
| 2023年 | アイドル                   | YOASOBI                                 |
| 2024年 | Bling-Bang-Bang-Born       | Creepy Nuts                             |

## 記録

### 通算首位記録
| 通算週 | 曲                                    | アーティスト          | 発売年 |
| ------ | ------------------------------------- | --------------------- | ------ |
| 22     | アイドル                              | YOASOBI               | 2023年 |
| 19     | Bling-Bang-Bang-Born                  | Creepy Nuts           | 2024年 |
| 13     | Subtitle                              | Official髭男dism      | 2022年 |
| 13     | 唱                                    | Ado                   | 2023年 |
| 11     | 恋                                    | 星野源                | 2016年 |
| 9      | 残響散歌                              | Aimer                 | 2021年 |
| 8      | 炎                                    | LiSA                  | 2020年 |
| 7      | Lemon                                 | 米津玄師              | 2018年 |
| 7      | Pretender                             | Official髭男dism      | 2019年 |
| 7      | I LOVE...                             | Official髭男dism      | 2020年 |
| 6      | 夜に駆ける                            | YOASOBI               | 2019年 |
| 6      | 新時代 (ウタ from ONE PIECE FILM RED) | Ado                   | 2022年 |
| 6      | ライラック                            | Mrs. GREEN APPLE      | 2024年 |
| 5      | APT.                                  | ロゼ&ブルーノ・マーズ | 2024年 |
| 4      | Butter                                | BTS                   | 2021年 |
| 3      | クリスマスソング                      | back number           | 2015年 |
| 3      | ミックスナッツ                        | Official髭男dism      | 2022年 |

### 連続首位記録
| 週 | 曲                   | アーティスト          | 年              |
| -- | -------------------- | --------------------- | --------------- |
| 21 | アイドル             | YOASOBI               | 2023年          |
| 13 | Bling-Bang-Bang-Born | Creepy Nuts           | 2024年          |
| 8  | Subtitle             | Official髭男dism      | 2022年 - 2023年 |
| 7  | 恋                   | 星野源                | 2016年 - 2017年 |
| 7  | 残響散歌             | Aimer                 | 2022年          |
| 6  | 唱                   | Ado                   | 2023年          |
| 5  | Lemon                | 米津玄師              | 2019年          |
| 5  | Pretender            | Official髭男dism      | 2019年 - 2020年 |
| 4  | 炎                   | LiSA                  | 2020年          |
| 3  | 夜に駆ける           | YOASOBI               | 2020年          |
| 3  | APT.                 | ロゼ&ブルーノ・マーズ | 2024年          |

### その他の記録

#### 週間
- 最初の首位獲得曲：嵐「Step and Go」（2008年3月3日付）[46]（公式サイトでは同年1月21日付からのチャートが発表されている。同日付の1位は宇多田ヒカルの「Stay Gold」）。
- 洋楽アーティスト初の週間首位獲得：レオナ・ルイス 「ブリーディング・ラヴ」（2008年5月5日付）[47][48]
- 初のチャートイン100週間突破：テイラー・スウィフト「私たちは絶対に絶対にヨリを戻したりしない」（2015年9月28日付）[49]
- 初のシングル・アルバム両総合チャートのダブル首位：LiSA（2020年10月26日付）
Hot 100 -「炎」、Hot Albums -「LEO-NiNE」
- 初のトップ3独占を達成した歌手とその曲：Ado（2022年8月22日付）[50]
1位 -「新時代」、2位 -「逆光」、3位 -「私は最強」

#### 年間
- 初の2年連続年間首位を達成した曲：米津玄師「Lemon」（2018年・2019年）[51]
- 初のシングル盤未発売で年間首位を達成した曲：YOASOBI「夜に駆ける」（2020年）[52]

### 年間TOP10
| 順位 | 曲               | アーティスト           |
| ---- | ---------------- | ---------------------- |
| 1    | キセキ           | GReeeeN                |
| 2    | そばにいるね     | 青山テルマ feat.SoulJa |
| 3    | I AM YOUR SINGER | サザンオールスターズ   |
| 4    | HANABI           | Mr.Children            |
| 5    | LIFE             | キマグレン             |
| 6    | GIFT             | Mr.Children            |
| 7    | truth            | 嵐                     |
| 8    | One Love         | 嵐                     |
| 9    | 美しき生命       | コールドプレイ         |
| 10   | 羞恥心           | 羞恥心                 |

| 順位 | 曲             | アーティスト  |
| ---- | -------------- | ------------- |
| 1    | イチブトゼンブ | B'z           |
| 2    | Believe        | 嵐            |
| 3    | My SunShine    | ROCK'A'TRENCH |
| 4    | 虹             | コブクロ      |
| 5    | マイガール     | 嵐            |
| 6    | ひまわり       | 遊助          |
| 7    | Everything     | 嵐            |
| 8    | 明日の記憶     | 嵐            |
| 9    | 愛のままで…    | 秋元順子      |
| 10   | Someday        | EXILE         |

| 順位 | 曲                     | アーティスト |
| ---- | ---------------------- | ------------ |
| 1    | Troublemaker           | 嵐           |
| 2    | Monster                | 嵐           |
| 3    | ヘビーローテーション   | AKB48        |
| 4    | Løve Rainbow           | 嵐           |
| 5    | Dear Snow              | 嵐           |
| 6    | 果てない空             | 嵐           |
| 7    | VICTORY                | EXILE        |
| 8    | This is love           | SMAP         |
| 9    | To be free             | 嵐           |
| 10   | 本当は怖い愛とロマンス | 桑田佳祐     |

| 順位 | 曲                      | アーティスト             |
| ---- | ----------------------- | ------------------------ |
| 1    | Everyday、カチューシャ  | AKB48                    |
| 2    | フライングゲット        | AKB48                    |
| 3    | ボーン・ディス・ウェイ  | レディー・ガガ           |
| 4    | 桜の木になろう          | AKB48                    |
| 5    | マル・マル・モリ・モリ! | 薫と友樹、たまにムック。 |
| 6    | 風は吹いている          | AKB48                    |
| 7    | 迷宮ラブソング          | 嵐                       |
| 8    | GO GO サマー!           | KARA                     |
| 9    | Lotus                   | 嵐                       |
| 10   | ワット・ザ・ヘル        | アヴリル・ラヴィーン     |

| 順位 | 曲                                   | アーティスト               |
| ---- | ------------------------------------ | -------------------------- |
| 1    | 真夏のSounds good!                   | AKB48                      |
| 2    | GIVE ME FIVE!                        | AKB48                      |
| 3    | ギンガムチェック                     | AKB48                      |
| 4    | ワイルド アット ハート               | 嵐                         |
| 5    | ハピネス                             | AI                         |
| 6    | Face Down                            | 嵐                         |
| 7    | UZA                                  | AKB48                      |
| 8    | グッド・タイム with アウル・シティー | カーリー・レイ・ジェプセン |
| 9    | コール・ミー・メイビー               | カーリー・レイ・ジェプセン |
| 10   | Your Eyes                            | 嵐                         |

| 順位 | 曲                         | アーティスト         |
| ---- | -------------------------- | -------------------- |
| 1    | 恋するフォーチュンクッキー | AKB48                |
| 2    | さよならクロール           | AKB48                |
| 3    | ピースとハイライト         | サザンオールスターズ |
| 4    | Endless Game               | 嵐                   |
| 5    | Calling                    | 嵐                   |
| 6    | So long!                   | AKB48                |
| 7    | Joy!!                      | SMAP                 |
| 8    | にんじゃりばんばん         | きゃりーぱみゅぱみゅ |
| 9    | 永遠プレッシャー           | AKB48                |
| 10   | ハート・エレキ             | AKB48                |

| 順位 | 曲                                   | アーティスト           |
| ---- | ------------------------------------ | ---------------------- |
| 1    | GUTS!                                | 嵐                     |
| 2    | 心のプラカード                       | AKB48                  |
| 3    | ラブラドール・レトリバー             | AKB48                  |
| 4    | 誰も知らない                         | 嵐                     |
| 5    | Bittersweet                          | 嵐                     |
| 6    | ハッピー                             | ファレル・ウィリアムス |
| 7    | レット・イット・ゴー〜ありのままで〜 | 松たか子               |
| 8    | Time Works Wonders                   | 東方神起               |
| 9    | ひまわりの約束                       | 秦基博                 |
| 10   | ストーリー・オブ・マイ・ライフ       | ワン・ダイレクション   |

| 順位 | 曲                           | アーティスト                            |
| ---- | ---------------------------- | --------------------------------------- |
| 1    | R.Y.U.S.E.I.                 | 三代目 J Soul Brothers from EXILE TRIBE |
| 2    | Sakura                       | 嵐                                      |
| 3    | 愛を叫べ                     | 嵐                                      |
| 4    | 青空の下、キミのとなり       | 嵐                                      |
| 5    | Dragon Night                 | SEKAI NO OWARI                          |
| 6    | アイ・リアリー・ライク・ユー | カーリー・レイ・ジェプセン              |
| 7    | Summer Madness               | 三代目 J Soul Brothers from EXILE TRIBE |
| 8    | 僕たちは戦わない             | AKB48                                   |
| 9    | 私以外私じゃないの           | ゲスの極み乙女。                        |
| 10   | 君がくれた夏                 | 家入レオ                                |

| 順位 | 曲                                 | アーティスト |
| ---- | ---------------------------------- | ------------ |
| 1    | 翼はいらない                       | AKB48        |
| 2    | 前前前世                           | RADWIMPS     |
| 3    | 恋                                 | 星野源       |
| 4    | 君はメロディー                     | AKB48        |
| 5    | 世界に一つだけの花                 | SMAP         |
| 6    | PPAP(ペンパイナッポーアッポーペン) | ピコ太郎     |
| 7    | LOVE TRIP                          | AKB48        |
| 8    | ハイテンション                     | AKB48        |
| 9    | SUN                                | 星野源       |
| 10   | サイレントマジョリティー           | 欅坂46       |

| 順位 | 曲                                 | アーティスト     |
| ---- | ---------------------------------- | ---------------- |
| 1    | 恋                                 | 星野源           |
| 2    | シェイプ・オブ・ユー               | エド・シーラン   |
| 3    | 打上花火                           | DAOKO × 米津玄師 |
| 4    | 不協和音                           | 欅坂46           |
| 5    | 二人セゾン                         | 欅坂46           |
| 6    | TT                                 | TWICE            |
| 7    | インフルエンサー                   | 乃木坂46         |
| 8    | PPAP(ペンパイナッポーアッポーペン) | ピコ太郎         |
| 9    | 前前前世                           | RADWIMPS         |
| 10   | サイレントマジョリティー           | 欅坂46           |

| 順位 | 曲                  | アーティスト     |
| ---- | ------------------- | ---------------- |
| 1    | Lemon               | 米津玄師         |
| 2    | U.S.A.              | DA PUMP          |
| 3    | ガラスを割れ!       | 欅坂46           |
| 4    | 打上花火            | DAOKO × 米津玄師 |
| 5    | ドラえもん          | 星野源           |
| 6    | シンクロニシティ    | 乃木坂46         |
| 7    | ジコチューで行こう! | 乃木坂46         |
| 8    | Candy Pop           | TWICE            |
| 9    | さよならエレジー    | 菅田将暉         |
| 10   | Teacher Teacher     | AKB48            |

| 順位 | 曲             | アーティスト     |
| ---- | -------------- | ---------------- |
| 1    | Lemon          | 米津玄師         |
| 2    | マリーゴールド | あいみょん       |
| 3    | Pretender      | Official髭男dism |
| 4    | 白日           | King Gnu         |
| 5    | 馬と鹿         | 米津玄師         |
| 6    | まちがいさがし | 菅田将暉         |
| 7    | パプリカ       | Foorin           |
| 8    | 今夜このまま   | あいみょん       |
| 9    | U.S.A.         | DA PUMP          |
| 10   | 宿命           | Official髭男dism |

| 順位 | 曲             | アーティスト     |
| ---- | -------------- | ---------------- |
| 1    | 夜に駆ける     | YOASOBI          |
| 2    | Pretender      | Official髭男dism |
| 3    | 紅蓮華         | LiSA             |
| 4    | I LOVE...      | Official髭男dism |
| 5    | 白日           | King Gnu         |
| 6    | 香水           | 瑛人             |
| 7    | 宿命           | Official髭男dism |
| 8    | マリーゴールド | あいみょん       |
| 9    | 炎             | LiSA             |
| 10   | 裸の心         | あいみょん       |

| 順位 | 曲             | アーティスト |
| ---- | -------------- | ------------ |
| 1    | ドライフラワー | 優里         |
| 2    | Dynamite       | BTS          |
| 3    | 夜に駆ける     | YOASOBI      |
| 4    | 炎             | LiSA         |
| 5    | 怪物           | YOASOBI      |
| 6    | Butter         | BTS          |
| 7    | うっせぇわ     | Ado          |
| 8    | 群青           | YOASOBI      |
| 9    | 虹             | 菅田将暉     |
| 10   | 廻廻奇譚       | Eve          |

| 順位 | 曲                                    | アーティスト     |
| ---- | ------------------------------------- | ---------------- |
| 1    | 残響散歌                              | Aimer            |
| 2    | W/X/Y                                 | Tani Yuuki       |
| 3    | ベテルギウス                          | 優里             |
| 4    | ミックスナッツ                        | Official髭男dism |
| 5    | ドライフラワー                        | 優里             |
| 6    | シンデレラボーイ                      | Saucy Dog        |
| 7    | 新時代 (ウタ from ONE PIECE FILM RED) | Ado              |
| 8    | なんでもないよ、                      | マカロニえんぴつ |
| 9    | 水平線                                | back number      |
| 10   | 一途                                  | King Gnu         |

| 順位 | 曲                                    | アーティスト     |
| ---- | ------------------------------------- | ---------------- |
| 1    | アイドル                              | YOASOBI          |
| 2    | Subtitle                              | Official髭男dism |
| 3    | 怪獣の花唄                            | Vaundy           |
| 4    | KICK BACK                             | 米津玄師         |
| 5    | 第ゼロ感                              | 10-FEET          |
| 6    | 新時代 (ウタ from ONE PIECE FILM RED) | Ado              |
| 7    | ダンスホール                          | Mrs. GREEN APPLE |
| 8    | W/X/Y                                 | Tani Yuuki       |
| 9    | Overdose                              | なとり           |
| 10   | 美しい鰭                              | スピッツ         |

| 順位 | 曲                   | アーティスト     |
| ---- | -------------------- | ---------------- |
| 1    | Bling-Bang-Bang-Born | Creepy Nuts      |
| 2    | 晩餐歌               | tuki.            |
| 3    | 幾億光年             | Omoinotake       |
| 4    | アイドル             | YOASOBI          |
| 5    | ライラック           | Mrs. GREEN APPLE |
| 6    | ケセラセラ           | Mrs. GREEN APPLE |
| 7    | 唱                   | Ado              |
| 8    | 怪獣の花唄           | Vaundy           |
| 9    | 青と夏               | Mrs. GREEN APPLE |
| 10   | ダンスホール         | Mrs. GREEN APPLE |